# John Baker (homme d'État)
Pour les articles homonymes, voir John Baker et Baker.
Sir John Baker, né dans le village de Sissinghurst vers 1488 et mort à Londres le 23 décembre 1558,, est un juge et homme d'État anglais. Chancelier de l'Échiquier durant les dix-huit dernières années de sa vie et sous trois monarques, il exerce l'une des plus longues carrières parlementaires du XVIe siècle, siégeant à tous les parlements de 1529 à 1558 (onze fois à la Chambre des communes et une fois à la Chambre des lords) et présidant la Chambre des communes à deux reprises. Il est toutefois surtout connu pour son rôle actif dans la persécution des protestants sous le règne de Marie Ire.

## Biographie
Après des études de droit au Inner Temple à Londres, il est juge de paix pour le comté du Kent à partir de 1515, puis pour plusieurs autres comtés simultanément, et sous-shérif à Londres de 1520 à 1526. De 1526 à 1536 il est recorder (juge) à Londres. Il est élu député de la cité de Londres à la Chambre des communes du Parlement d'Angleterre en 1529, puis député pour une circonscription incertaine en 1536. En 1535 il est nommé procureur général du duché de Lancastre, poste qu'il quitte l'année suivante lorsqu'il est nommé procureur général d'Angleterre.
À ce titre il représente la Couronne lors des procès des rebelles du Lincolnshire et du nord de l'Angleterre en 1537, puis lors des procès de John Stokesley, évêque de Londres, et de Henry Pole, Lord Montagu, en 1538. En 1539 il participe ex officio aux délibérations de la chambre des Lords. En 1540, grâce à la chute de Thomas Cromwell, John Baker devient « l'un de la demi-douzaine de serviteurs prééminents de la Couronne ». Il est fait chevalier, membre du Conseil privé, et chancelier de l'Échiquier, poste qu'il conservera jusqu'à sa mort. En 1543 il est par ailleurs nommé sous-trésorier, devenant le premier à exercer ces deux fonctions simultanément. 
N'étant plus procureur général, il ne siège plus à la chambre des Lords, et reprend sa carrière de parlementaire à la Chambre des communes. Il y est député de Guildford en 1542 et de Lancaster en 1545. Les députés l'élisent président (speaker) de la Chambre des communes pour ce parlement de 1545. À la mort d'Henri VIII et à l'accession du jeune Édouard VI en 1547, il conserve ses fonctions au gouvernement. Il siège comme député du Huntingdonshire au parlement de 1547, où il est réélu speaker. Sous sa présidence, le nombre de députés est accru (de 349 à 379), l'importance des commissions parlementaires est renforcé, et la Chambre est relogée dans l'ancienne chapelle de St Stephen. Il est probablement député à nouveau au parlement de mars 1553, mais les archives sont incomplètes. 
Le 11 juin 1553, le jeune roi mourant le convoque avec Sir Edward Montagu et trois avocats et leur ordonne personnellement de rédiger un instrument juridique pour modifier l'acte de succession au trône, et en exclure ses demi-sœurs Marie et Élisabeth au profit de Jeanne Grey, belle-fille de John Dudley, duc de Northumberland et réel détenteur du pouvoir à la Cour. Après en avoir débattu, Edward Montagu et John Baker expriment au Conseil privé leur avis qu'un tel acte serait un acte de trahison. Ils obéissent néanmoins, couverts par la grâce royale, et promettent de défendre l'accès au trône de Jeanne Grey. Celle-ci y succède deux semaines plus tard à la mort d'Édouard VI, mais est rapidement renversée par Marie, qui devient la reine Marie Ire. Marie pardonne formellement à John Baker, et le maintient dans ses diverses fonctions au gouvernement. Il est par ailleurs député de Bramber au parlement d'octobre 1553, puis du Kent à ceux d'avril et novembre 1554 et ceux de 1555 et 1558. Son fils aîné John siège également comme député à ces quatre derniers parlements, et son second fils Richard à ceux de 1554.
Étant toujours juge dans le Kent, John Baker prend part aux procès qui font suite à la rébellion de Wyatt de 1554. La reine Marie rétablit le catholicisme romain comme seule religion tolérée en Angleterre, et en avril 1556 John Baker, dont les sympathies catholiques sont connues, est chargé d'enquêter sur les hérésies du diocèse de Cantorbéry. En tant que juge de paix dans le Kent il prend part à la répression des protestants, et dès lors « son nom [est] lié dans l'esprit de la population aux condamnations au bûcher » dans ce comté, plus nombreuses dans le Kent que dans tout autre comté sauf le Middlesex. Il est surnommé « Baker le Sanglant » (Bloody Baker), tout comme la reine elle-même est surnommée « Marie la Sanglante » (Bloody Mary). Il meurt en décembre 1558, un mois après la mort de la reine Marie et l'accès au trône de la nouvelle reine protestante Élisabeth Ire,.